# Campanha presidencial de Aécio Neves em 2014
Aécio Neves, senador por Minas Gerais, foi oficializado candidato da coligação Muda Brasil em 14 de junho de 2014. 
No primeiro turno, recebeu 34,8 milhões de votos (33,5% dos votos válidos),
Classificando-se em segundo lugar, superando a candidata Marina Silva e disputando o segundo turno com Dilma Rousseff. No segundo turno, foi derrotado, recebendo 51 milhões de votos (48,3% dos votos válidos), contra 54,5 milhões de votos (51,6%) de sua adversária.

## Campanha
Sua candidatura foi oficializada em 14 de junho de 2014, em convenção do PSDB em Brasília. 
No dia 15 de Setembro, sua campanha ganhou um site. 

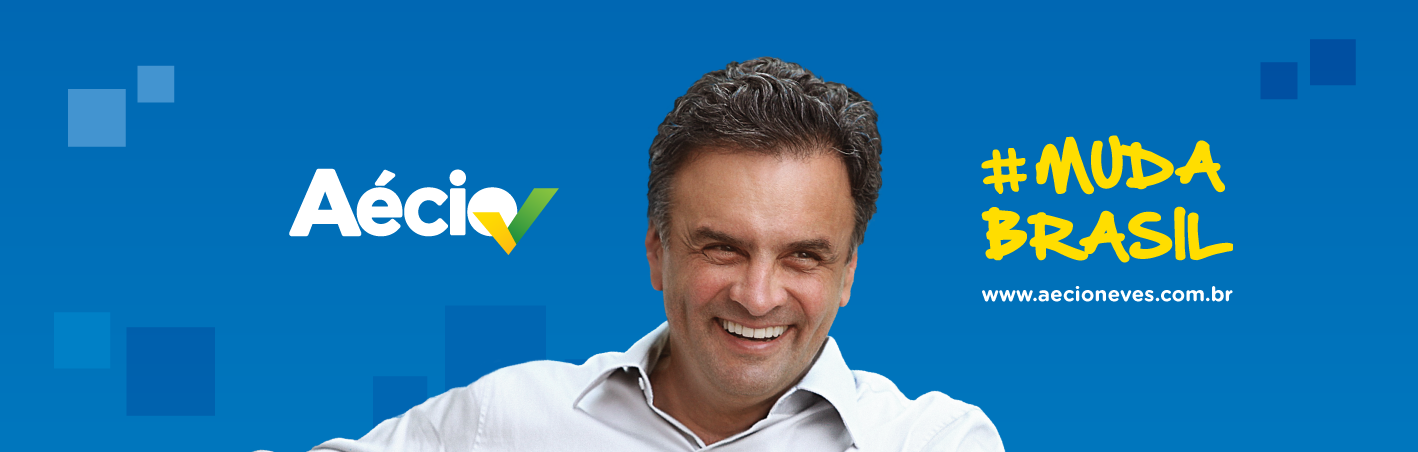
Banner da campanha de Aécio em 2014.

## Apoios

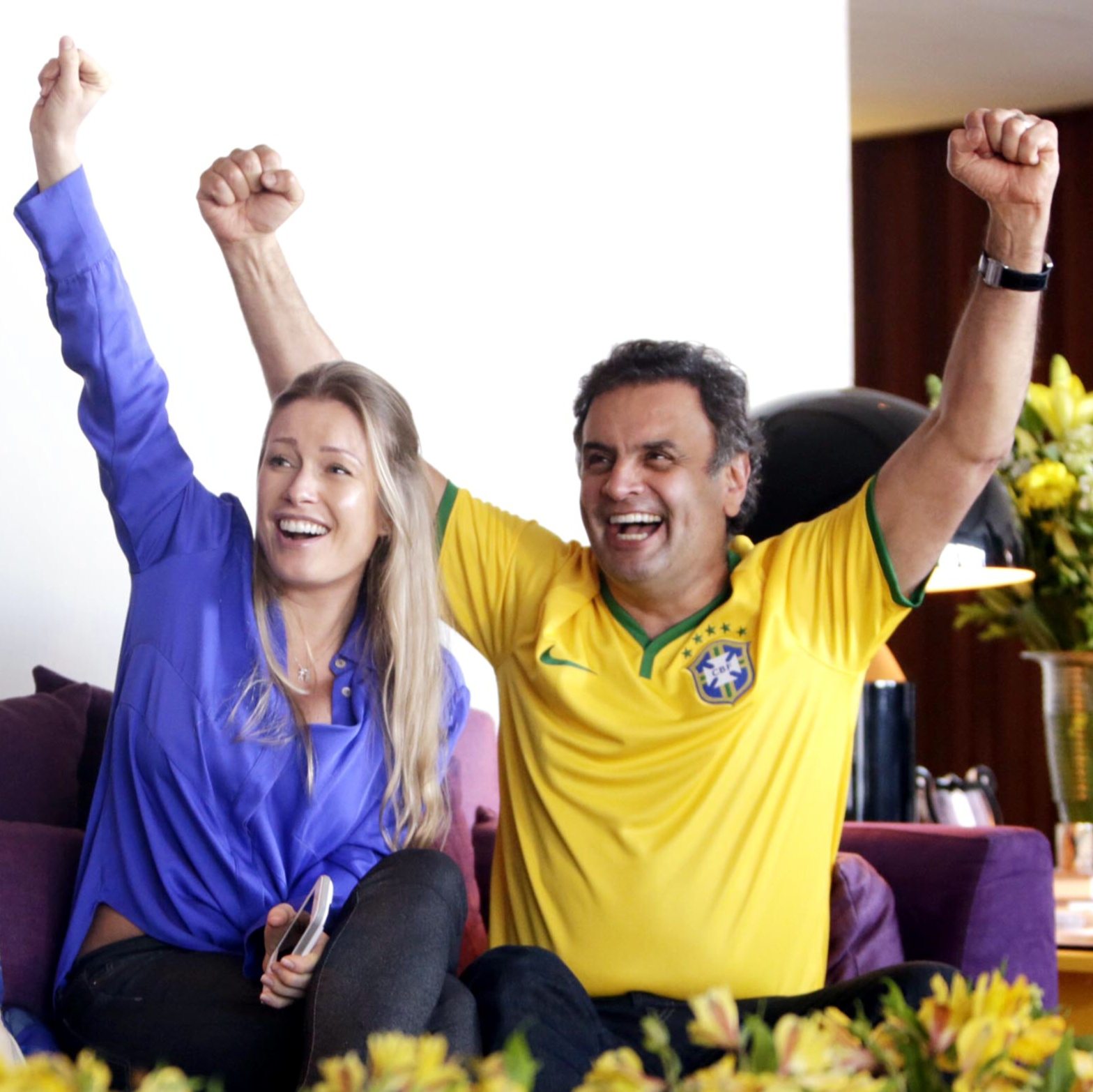
A campanha já ocorria durante a Copa do Mundo FIFA no Brasil.

Aécio Neves recebeu apoio de celebridades e pessoas notórias como: Sua candidatura teve apoio de Ronaldo Fenômeno, Wanessa, Zezé Di Camargo, Luciano, Latino, Lima Duarte, Dado Dollabela e o apresentador Luciano Huck.

## Resultados
| Ano de eleição                    | Candidato   | Primeiro turno      | Primeiro turno      | Segundo turno       | Segundo turno       |
| Ano de eleição                    | Candidato   | # do total de votos | % do total de votos | # do total de votos | % do total de votos |
| --------------------------------- | ----------- | ------------------- | ------------------- | ------------------- | ------------------- |
| Eleições gerais no Brasil em 2014 | Aécio Neves | 34 897 211          | 33,55%              | 51 041 155          | 48,36%              |